# Лорка
 Тази статия е за града в Испания.  За писателя вижте Федерико Гарсия Лорка.  
Ло̀рка (на испански: Lorca) е град в автономната област Мурсия, югоизточна Испания. Населението му е около 93 000 души (2010).
Разположен е на 353 метра надморска височина в долината на река Гуадалентин, на 30 километра северозападно от брега на Средиземно море и на 60 километра югозападно от град Мурсия. Селището е известно от Римската епоха, а през Реконкистата дълго време е преден опорен пункт на християните срещу мюсюлманска Гранада. Днес стопанството на града е свързано главно с окръжаващата го земеделска област.